# 鼬眼蛤屬
鼬眼蛤屬，是帘蛤目鼬眼蛤科的一個屬。

## 名稱
本屬的名稱源於本屬的發現者，英國自然學家威廉·脫爾頓（William Turton）。根據威廉·脫爾頓投稿到《動物學期刊》的文章內容，本物種兩邊的殼瓣大小和長度均相同。不過作為原作者的脫爾頓除了因為發現地點英倫海峽海岸的烈風而把本物種命名為Galeomma（源自烈風的英語gale）之後，居然忘記了為物種命名。碰巧作為編者之一的 G. B. Soweby 後來在毛里裘斯及塔斯曼尼亞也發現相同的物種，所以期刊編輯部以脫爾頓的姓氏來為物種命名。這亦是為何不同的出版會認為本物種的命名者分別為：脫爾頓、G. B. Soweby及無名氏的原因。

## 物種
本屬包括下列各物種：
- Galeomma ambigua Deshayes, 1856
- Galeomma angusta Deshayes, 1856
- Galeomma coalita Gofas, 1991
- Galeomma denticulatum Deshayes, 1863
- Galeomma granulifera (Odhner, 1917)
- 龙潼鼬眼蛤（Galeomma layardi Deshayes, 1856[3]）
- Galeomma macrochisma Deshayes, 1856
- 布吉鼬眼蛤（Galeomma phuketi Lutzen & Nielsen, 2005）
- Galeomma purpurea Habe, in Kuroda & Habe, 1981
- Galeomma sagenata Oliver & Holmes, 2004
- Galeomma tripartita Cosel, 1995
- 脫氏鼬眼蛤（Galeomma turtoni G. B. Sowerby, 1825）